# Hanse (Schiff, 1966)
Die Hanse war von 1966 bis 1998 Deutschlands größter Eisbrecher. Das Schiff ging 1998 nach einem Brand verloren.

## Geschichte
Der Neubau wurde 1964 von der Wasser- und Schifffahrtsdirektion Nord in Auftrag gegeben und im Dezember 1966 von der Wärtsilä-Werft in Helsinki abgeliefert. Der Entwurf entsprach im Wesentlichen den Eisbrechern der finnischen Karhu-Klasse. Zur Verbesserung der Eisbrecherleistung waren am Bug zwei zusätzliche Propeller angebracht und das Einfrieren im Eis verhinderte eine Krängungsanlage, die das Schiff binnen 90 Sekunden um maximal 8° von einer Seite zur anderen krängte.
Die Hanse gehörte der Bundesrepublik Deutschland, wurde aber vom finnischen National Board of Navigation betrieben und nur bei Bedarf nach Deutschland beordert. Aus diesem Grund fuhr das Schiff entweder mit finnischen oder deutschen Hoheitszeichen. Ein Einsatz in deutschen Gewässern erfolgte zum Beispiel im Februar 1979, wo viele Schiffe in der Kieler Förde von der Hanse aus schwierigen Eisverhältnissen befreit wurden.
Nach der Außerdienststellung sollte die Hanse in Griechenland zum Hospitalschiff umgebaut werden, auf der Überführungsfahrt geriet sie jedoch im Mittelmeer in Brand und wurde dabei zur Gänze zerstört.

## Trivia
1972 hatte die Hanse einen etwa 8-sekündigen "Gastauftritt" in Robbi, Tobbi und das Fliewatüüt im WDR, als die beiden auf dem Weg vom Nordpol nach Schottland das Schiff überflogen.